# Ernesto Halffter
Ernesto Halffter (født 16. januar 1905 i Madrid, Spanien, død 5. juli 1989) var en spansk komponist, dirigent, pianist og rektor.
Halffter studerede komposition hos Manuel de Falla og klaver hos Fernando Ember i Madrid. Han har skrevet en meget betydningsfuld og spillet sinfonietta for orkester, inspireret af Domenico Scarlatti. Derudover har han skrevet orkesterværker, kammermusik, koncertmusik, balletmusik, teatermusik, vokalmusik etc. Halffter blev på anbefaling af Falla dirigent for Kammerorkesteret Bética og senere for orkestret på Sevilla Musikkonservatorium, hvor han også blev rektor. Han er bror til komponisten Rodolfo Halffter.

## Udvalgte værker
- Sinfonietta i D-dur (1925) - for orkester
- 2 "Symfoniske skitser" (1922-25) - for orkester
- "Portugisisk rapsodi" (1939) - for klaver og orkester
- "Spansk fantasi" (1952) - for cello og klaver